# LaLa DX
《LaLa DX》는 하쿠센샤가 발행하는 일본의 소녀 만화 잡지이다. 1985년에 창간되었다. 자매지는 《라라》이다. 원래 계간으로 발행되었으나 현재 격월간으로 발행되고 있다. 짝수 달 10일에 발행된다.

## 관련 잡지
- LaLa